# NGC 2970
NGC 2970 ist eine elliptische Zwerggalaxie vom Hubble-Typ E1 im Sternbild Löwe auf der Ekliptik. Sie ist schätzungsweise 71 Millionen Lichtjahre von der Milchstraße entfernt und hat einen Durchmesser von etwa 15.000 Lichtjahren. Gemeinsam mit NGC 2964 und NGC 2968 bildet sie das isolierte Galaxientripel KTG 25.

Im selben Himmelsareal befindet sich u. a. die Galaxie NGC 2981.
Das Objekt wurde am 6. März 1828 von dem britischen Astronomen John Herschel entdeckt.